# Čížkovice
Čížkovice település Csehországban, a Litoměřicei járásban. Čížkovice Úpohlavy, Vchynice, Sulejovice, Siřejovice, Jenčice és Černiv településekkel határos. Lakosainak száma 1497 fő (2024. január 1.).

## Népesség
A település lakosságának változását az alábbi diagram mutatja:
| Lakosok száma | 774  | 875  | 1222 | 1048 | 1358 | 1312 | 1411 | 1447 | 1475 | 1497 |
|               | 1869 | 1890 | 1921 | 1950 | 1980 | 2001 | 2017 | 2019 | 2022 | 2024 |